# Generał-gubernatorstwo kijowskie
Generał-gubernatorstwo kijowskie inaczej Kraj Południowo-Zachodni (ros. Юго-Западный край, ukr. Київське генерал-губернаторство) – generał-gubernatorstwo Imperium Rosyjskiego, obejmujące teren dawnej Ukrainy Prawobrzeżnej, istniejące od 22 stycznia 1832 do 1915.
Siedziba władz generał-gubernatorstwa znajdowała się w Kijowie, w jego skład wchodziły trzy gubernie:
- kijowska
- wołyńska (siedziba władz w Żytomierzu)
- podolska (siedziba władz w Kamieńcu Podolskim).

W latach 1881–1889 do generał-gubernatorstwa kijowskiego należały również gubernie czernihowska i połtawska, a w 1912 dołączono gubernię chełmską (formalnie w 1915).